# Isao Miyoshi
Isao Miyoshi (Japans: 三好 功郎, Miyoshi Isao; circa 1970) is een Japanise jazzgitarist.
Isao Miyoshi speelde vanaf de late jaren 80 in de Japanse jazzscene, zijn eerste plaatopnames maakte hij in 1990 met Hiroshi Itaya & Guilty Physic, opnames uit een jazzclub in Tokio, Pit Inn (Shake You Up). In de jaren erna werkte hij o.a. met Shin’ichi Katō, Kurumi Shimizu en met Kōichi Matsukaze (album Mangekyō: 万華鏡, Nederlands: Kaleidoscoop). Voor Paddle Wheel nam hij in 1995 met Benisuke Sakai en Shuichi Murakami zijn debuutalbum Sankichi-ism op, in 1998 gevolgd door Your Smile, een plaat met Toots Thielemans, Daryl Hall en Akira Tana. In die tijd werkte hij ook mee aan opnames van Kazutoki Umezu en Masahiko Osaka (Black Box). In de jazz speelde hij tussen 1990 en 1997 mee op negen opnamesessies. In 2003 kwam hij met het album Suprise.